# Wiener Sandlaufkäfer
Der Wiener Sandlaufkäfer (Cylindera arenaria viennensis) ist ein Laufkäfer aus der Familie der Sandlaufkäfer.

## Merkmale
|                |               |
|                | Seitenansicht |
|                |               |
| Frontalansicht | Unterseite    |

Die Käfer sind mit nur 6,5 bis 10 Millimeter Vertreter der kleinsten mitteleuropäischen Art der Sandlaufkäfer. Als Vertreter der Untergattung Eugrapha (syn. Cicindina) ist er an der dichten weißen Behaarung der Episternen der Vorderbrust (dass sind die Seitenabschnitte unterhalb des Seitenrands des Pronotums), in Verbindung mit dem in der Mitte dicht behaarten Pronotum zu erkennen. Außerdem besteht die weiße Bindenzeichnung auf den Flügeldecken aus Querbinden, die durch einen durchgehenden weißen Randstreifen miteinander verbunden sind.
Die Flügeldecken sind in der Grundfarbe metallisch grün, bräunlich-grün oder kupferfarben braun. Sie tragen eine Zeichnung aus weißen Querbinden, die am Rand durch eine Randbinde miteinander verbunden sind. Die mittlere Querbinde ist dabei hakig nach hinten hin gebogen. Die Unterart ist von der zweiten mitteleuropäischen Unterart, dem  Flussufer-Sandlaufkäfer Cicindela arenaria arenaria, an folgenden Merkmalen unterscheidbar: Die Flügeldeckenzeichnung ist schmaler, in der Regel sehr schmal; der Scheitel des Kopfs trägt zumindest einige lange weiße Haare.

## Verbreitung
Das Verbreitungsgebiet des Wiener Sandlaufkäfers schließt östlich an dasjenige des Flussufer-Sandlaufkäfers an, wobei sich die Verbreitungsgebiete nicht überlappen. Die Ostgrenze der Verbreitung des Flussufer-Sandlaufkäfers reicht von Frankreich über die Schweiz bis nach Vorarlberg in Österreich, nördlich und östlich davon, so auch in ganz Deutschland, kommt nur der Wiener Sandlaufkäfer vor (möglicherweise gab es alte, heute verschwundene Vorkommen am deutschen Ufer des Bodensees). Eine dritte Unterart Cicindela arenaria nudoscripta Horn, 1915 kommt erst in Südrussland und im Norden der Türkei vor. Nach Süden und Osten reicht das Verbreitungsgebiet nach Italien, auf den Balkan (südlich bis zum Peloponnes), Kleinasien, in Osteuropa nördlich bis ins Baltikum. Die Verbreitungsgrenze nach Osten hin ist unklar, teilweise wird die Unterart bis nach Westsibirien und zum Baikalsee angegeben.
In Deutschland kam die Unterart nach alten Sammlungsbelegen fast nur in Südbayern vor, alle Vorkommen hier (z. B. im Lechtal) sind spätestens 1939 erloschen. Weitere mitteleuropäische Vorkommen waren aus Nordösterreich (am Lech und Inn) über den Süden Tschechiens und der Slowakei und Schlesien bis an die preußische Ostseeküste bekannt. Der heutige Verbreitungsschwerpunkt liegt im Osten Deutschlands in Brandenburg und Sachsen, er geht vermutlich auf eine sekundäre Ausbreitung in die ausgedehnten Gruben und Tagebaue dort zurück. Weitere ähnliche Vorkommen existieren noch am Oberrhein.

## Lebensraum
Der Wiener Sandlaufkäfer besiedelt ursprünglich sonnenexponierte, vegetationsarme Ufer von Fließgewässern, Sandaufspülungen bei Hochwässern in der Aue und vergleichbare Standorte. Als Substrat wird eher bindiges Material, zum Beispiel toniger Sand, bevorzugt. Durch den Ausbau der Flüsse ist der Käfer aus den primären Habitaten heute nahezu ganz verschwunden. Alle Funde nach ca. 1985 stammen aus Braunkohlen-Tagebauen, Kiesgruben oder Abbaugebieten für Sand, Lehm oder Ton, selten von Truppenübungsplätzen.
Auch in Österreich ist der Wiener Sandlaufkäfer aus den natürlichen Habitaten in den Flussauen nahezu verschwunden. Heutige Funde stammen vorwiegend aus Abbaugebieten im Weinviertel und Mostviertel im Osten des Landes.
Bei Untersuchungen in der Lausitz wurden folgende Parameter als entscheidend für das Vorkommen ermittelt: Der Boden ist tonig-schluffig, äußerstenfalls feinsandig, der Kies- und Grobsandanteil ist sehr gering; der Deckungsgrad der Vegetation ist geringer als 20 Prozent. Der Käfer verschwindet, wenn der Tonanteil im Boden zu hoch, das Substrat durch Flugsand übersandet oder die Vegetationsdeckung höher als 60 Prozent ist. Entscheidend ist das Substrat insbesondere für die Larven, die, wie für Sandlaufkäfer typisch, Gänge in den Boden graben. Die Larven bevorzugen Bereiche im Übergang zwischen vernässten und trockenen Böden. Die Ansprüche des Käfers sind nur auf frischen Rohböden erfüllt, bei einer natürlichen Sukzession oder einer künstlichen Begrünung verschwindet er bald. Da solche Standorte bei Aufgabe der Nutzung bald verschwinden, ist die Art auch in ihrem derzeitigen, sekundären Verbreitungsgebiet im Bestand bedroht.

## Taxonomie
Der Käfer wurde ursprünglich von Franz von Paula Schrank als Cicindela viennensis, also im Artrang, erstbeschrieben und später als Unterart der Art Cicindela arenaria Fuesslin, 1775 eingestuft. Er wurde lange Zeit in einer weitgefassten Gattung Cicindela geführt. Diese wurde später in zahlreiche kleinere Gattungen aufgesplittet. Meist wird die Art heute der Gattung Cylindera und darin der Untergattung Eugrapha Rivalier, 1950 zugeordnet. Andere Autoren bevorzugen dafür, aus nomenklatorischen Gründen den Namen Cicindina Adam & Merkl 1986. Der valide Name wäre demnach heute Cylindera arenaria subsp. viennensis. Die Einstufung von Cicindina als eigenständiger Gattung, die eine Umbenennung erforderlich machen würde hat sich nicht durchgesetzt.

## Artenschutz
Nach Anlage 1 zur Bundesartenschutzverordnung ist der Wiener Sandlaufkäfer in Deutschland streng geschützt.